# Гідростатичний парадокс

Рис. 1 Дослід Паскаля

Рис.2 Тиск на дні усіх трьох посудин однаковий

Гідростати́чний парадо́кс (парадо́кс Паска́ля) — явище непропорційності тиску на дно посудини вазі, налитої в неї рідини.
Парадоксальність явища полягає у тому, що вага налитої у посудину рідини може відрізнятися від сили її тиску на дно цієї посудини. Першим на цей факт, що на той час видався парадоксальним, вказав фламандський математик Сімон Стевін, (Simon Stevin) (1548—1620).
Друга назва цього парадоксу — парадокс Паскаля дана, завдяки Паскалю, котрий спопуляризував це явище своїми дослідами. Він продемонстрував цей парадокс у 1648. Паскаль вставив в закриту бочку (рис. 1), наповнену водою, тонку трубку і, піднявшись на балкон другого поверху, влив у цю трубку кухоль води. Через малий діаметр трубки вода в ній піднялася до великої висоти, і тиск у бочці збільшився настільки, що кріплення бочки не витримали, і вона почала пропускати воду через щілини.
Це явище пояснюється основним рівнянням гідростатики, згідно з яким тиск залежить від глибини занурення (висоти стовпа рідини), але не залежить від її кількості у посудині та форми посудини.
Якщо вважати, що g і {\displaystyle \rho } є сталими в усіх точках рідини то зміна тиску в залежності від глибини матиме лінійний характер і описується рівнянням:
{\displaystyle p=\rho \cdot g\cdot h}
де:
- {\displaystyle \rho } — густина рідини;
- g — прискорення вільного падіння;
- h — висота стовпа рідини (глибина занурення).

Цим же виразом пояснюється рівність тисків на дно посудин різної форми при однаковій глибині (див рис. 2).